# David Rivière
David Rivière (Bras-Panon, 11 januari 1995) is een Frans wielrenner.

## Carrière
Als junior won Rivière een etappe het eindklassement in Aubel-Thimister-La Gleize in 2013. Diezelfde maand won hij ook een etappe in de Ronde des Vallées.
In 2018 won Rivière, namens Team Vendée U-Pays de la Loire, het eindklassement van de Ronde van Marokko.

## Belangrijkste overwinningen
2013
1e etappe Aubel-Thimister-La Gleize
Eindklassement Aubel-Thimister-La Gleize
3e etappe Ronde des Vallées
2018
Eindklassement Ronde van Marokko